# Epinephelus coioides
La cernia a macchie arancioni (Epinephelus coioides (Hamilton, 1822)), conosciuta commercialmente come cernia indopacifica, è un pesce osseo marino della famiglia Serranidae.

## Descrizione
È molto simile alla cernia bruna da cui si distingue per la livrea che è beige o marrone molto chiaro con punti marrone rossastro o arancione su tutto il corpo (diversamente dalla cernia bruna che ha macchie simili ma di colore biancastro). Inoltre ci sono 5 fasce scure verticali sul corpo.
Può raggiungere il metro di lunghezza.

## Biologia
Simili alla cernia bruna e alle altre cernie mediterranee.

## Distribuzione e habitat
Questa specie è originaria dell'Indo-Pacifico. In seguito a migrazione lessepsiana si è diffusa nel bacino orientale del mar Mediterraneo.
In mar Rosso vive prevalentemente su fondi molli a profondità tra 5 e 100 metri. Frequenta anche le acque salmastre.

## Tassonomia
In passato confusa con Epinephelus tauvina , specie del mar Rosso e degli oceani Indiano e Pacifico mai ritrovata nel Mediterraneo.

## Specie affini

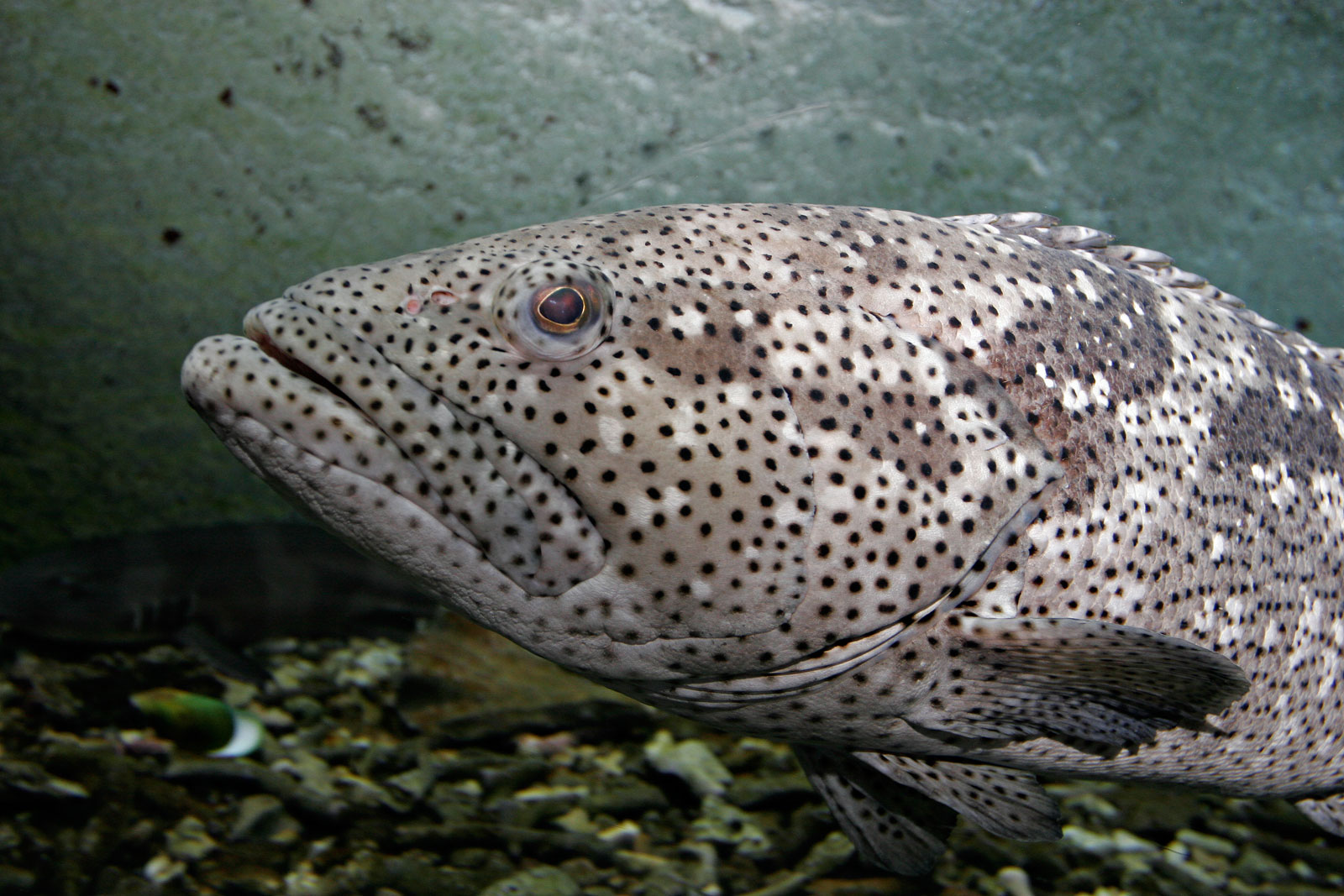
Epinephelus malabaricus

La cernia di Malabar (Epinephelus malabaricus) è un'altra cernia indo-pacifica migrante lessepsiana catturata solo raramente nel Mediterraneo orientale. Questa specie, simile a E. coioides, ha anch'essa 5 bande scure sui fianchi ma meno definite che nella cernia a macchie arancione ed è completamente coperto di macchie biancastre grandi ed irregolari e di macchiette più piccole scure.